# Hermann Vollert
Friedrich Hermann Vollert (* 1821; † 1894) war ein weimarischer Minister.
Hermann Vollert stammte aus Allstedt. Während seines Studiums in Jena wurde er 1840 Mitglied der Burschenschaft Arminia auf dem Burgkeller.
Vollert war bis 1882 Vortragender Rat in der Kultusabteilung der Weimarer Staatsregierung. Nach dem Tod des Finanzministers Gustav Thon Anfang Dezember 1882 rückte er in dessen Position als Chef der Finanzabteilung auf.
Sein Sohn Max Vollert war zu der Zeit Staatsanwalt beim Landgericht in Weimar; ab 1909 war er Kurator der Universität Jena.

## Schriften
- Friedrich Hermann Vollert: Sammlung der kirchlichen Gesetze und Verordnungen im Grossherzogthume Sachsen-Weimar-Eisenach seit dem Jahre 1848. Weimar 1880. Digitalisat.